# Šléglov
Šléglov (niem. Schlögelsdorf) – gmina w Czechach, w powiecie Šumperk, w kraju ołomunieckim. Według danych z dnia 1 stycznia 2012 liczyła 39 mieszkańców.